# Louise Caldwell Murdock
Louise Caldwell Murdock (Caneada, Nova York, 1857 -Wichita, Kansas 1915) era dissenyadora d'interiors i arquitecta nord-americana.
La família es va traslladar de Nova York a Wichita el 1871, ja que el seu pare, J.I. Caldwell, va obrir un negoci per a la venda de porcellanes anomenat Caldwell & Titsworth (el seu producte era fonamentalment una pisa de fang dur, de color crema, que va perfeccionar la marca de porcellanes Wedgwood).
Es va casar amb Roland Pierpont Murdock el 1877 i va fundar el Twentieth Century Club amb ell el 1899 en Wichita. Ella va exercir el càrrec de presidenta fins a 1906.
Després de la mort del seu marit el 1906, va estudiar disseny d'interiors amb Frank Alvah Parsons a Nova York, després va tornar a Wichita, Kansas, i va dissenyar i va construir l'edifici de Caldwell Murdock en East Douglas, que amb els seus set pisos es va convertir a l'edifici més alt de Wichita.